# سیسرو (مجله)
سیسرو (به انگلیسی: Cicero (magazine)) یک مجله ماهانه با تمرکز بر سیاست و فرهنگ است. این مجله که دارای موضع سیاسی محافظه‌کاری لیبرال است، مقر آن در برلین آلمان قرار دارد. از نظر پوشش شبیه به آتلانتیک و نیویورکر است.

## تاریخچه و مشارکت‌کنندگان
سیسرو در مارس ۲۰۰۴ در پوتسدام راه‌اندازی شد، این مجله بعداً به برلین منتقل گردید.
اولین سردبیر مجله ولفرام ویمر بود که از سال ۲۰۰۰ تا ۲۰۰۲ سردبیر روزنامه دی ولت نیز بود، و الکساندر مارگویر تا سال ۲۰۱۰ سردبیر سیسرو بود، مایکل نائومان یکی از سردبیران سابق این مجله است. از سال ۲۰۱۲ سردبیر مجله کریستوف شونیکه شد. این مجله یازده تحریریه دارد. از سال ۲۰۰۷ تا ۲۰۰۹ الکساندر گرلاخ به عنوان سردبیر اجرایی نسخه آنلاین خدمت کرد. از جمله نویسندگان آن بلا آندا، فیلیپ بلوم و آملی فرید هستند. یک روزنامه‌نگار محافظه‌کار بتینا رول نیز به سیسرو کمک کرد.
در سال ۲۰۱۱ این مجله پروژه ایجاد سرهای مدادی را آغاز کرد که در نیم‌تنه مداد اسامی حکاکی شده سیاستمداران برجسته‌ای مانند باراک اوباما روی مدادهای مارک سیسرو حک می‌شد. این مدادها برای تبلیغ مصاحبه‌های مجله با رهبران سیاسی در جعبه‌های مخصوص ارسال می‌شد.

## گرایش سیاسی و محتوایی
مخاطب سیسرو، روشنفکران آلمانی هستند که به دنبال طیف وسیع‌تری از دیدگاه‌های سیاسی هستند. موضع سیاسی سیسرو لیبرال-محافظه‌کار است.
محتوای مجله بر شکل‌دهی نظرات از طریق دیدگاه‌های دست اول ویراستاران متمرکز است. سیسرو دارای چهار بخش اصلی است: بخش اول به نام «ولت‌بون» («انجمن جهانی» به زبان انگلیسی) تجزیه و تحلیل می‌کند و موضوعات و افراد مهم بین‌المللی را مورد بحث قرار می‌دهد. دومی، «برلینر ریپابلیک» (به انگلیسی "Berlin Republic")، انجمنی برای جامعه آلمان است. بعدی «پایتخت» به تحلیل مسائل اقتصادی می‌پردازد و آخری «سالن» به زندگی فرهنگی مدرن از زوایای مختلف می‌پردازد. علاوه بر این، بخش «مناظره» مجله، مشارکت چندین شخصیت برجسته از جمله ال گور و شاهزاده فلیکس فون لوونشتاین را پوشش می‌دهد. این مجله همچنین مصاحبه‌هایی را منتشر کرده است که اولین مصاحبه با گرهارد شرودر، نخست‌وزیر سابق آلمان بود. در سال ۲۰۰۶، داگمار هرتسوگ مطالعه مهم خود را در مورد جنسیت، حافظه و اخلاق و رابطه آنها با فاشیسم آلمان در ماهنامه به نمایش گذاشت.
سیسرو فهرستی از ۵۰۰ روشنفکر تأثیرگذار در آلمان را منتشر می‌کند. در دسامبر ۲۰۱۵ این مجله ولادیمیر پوتین رئیس‌جمهور روسیه را به عنوان مرد سال انتخاب کرد.

## تیراژ
سیسرو از افزایش تیتراژ برخوردار بوده است، هر چند شمارگان آن در حد متوسط است. تیراژ آن در سه‌ماهه سوم سال ۲۰۰۵ به ۶۲۷۰۰ نسخه رسید. در سه‌ماهه سوم سال ۲۰۰۶ به ۷۰۰۰۰ نسخه، در سه‌ماهه سوم ۲۰۰۷ به ۷۳۲۰۰ نسخه و برای سه‌ماهه دوم ۲۰۰۸ به ۷۷۰۷۷ نسخه رسید. در سه‌ماهه سوم ۲۰۰۸، به ۸۱۰۰۰ نسخه و در سه‌ماهه سوم ۲۰۰۹ به ۸۲۶۰۰ نسخه در سه‌ماهه سوم ۲۰۱۰. تیراژ مجله در سال ۲۰۱۴ ۸۳۵۲۷ نسخه بود. این مجله در سال ۲۰۲۱۷ تعداد ۴۳۸۲۰ نسخه فروش داشت.

## حوادث
در ۱۲ سپتامبر ۲۰۰۵، پس از انتشار تصویری از ابومصعب زرقاوی تروریست اردنی در آوریل ۲۰۰۵، که توسط مأموران اداره تحقیقات فدرال مورد حمله قرار گرفت. این مأموریت توسط دادستان‌های عمومی پوتسدام مورد بررسی قرار گرفت. در نتیجه دادگاه عالی آلمان در کارلسروهه در فوریه ۲۰۰۷ اعلام کرد که یورش مأموران به زرقاوی برخلاف قانون اساسی بوده است.

## جایزه
الکساندر مارگویر و کریستوف شونیکه، سردبیران سیسرو، جایزه برنز لید در ۲۰۱۹ را برای مناظره مجله سال دریافت کردند.